# 涅利吉夫卡
47°3′7″N 36°14′54″E / 47.05194°N 36.24833°E
內利希夫卡（烏克蘭語：Нельгівка）是位於烏克蘭東南部的村莊，由扎波羅熱州別爾江斯克區的索菲伊夫卡市鎮負責管轄。該村處於尤尚利河左岸，距離塔拉西夫卡2.5公里，始建於1861年，面積1.71平方公里，海拔高度177米，2001年人口554。